# Sint-Jozefskerk (Schoten)

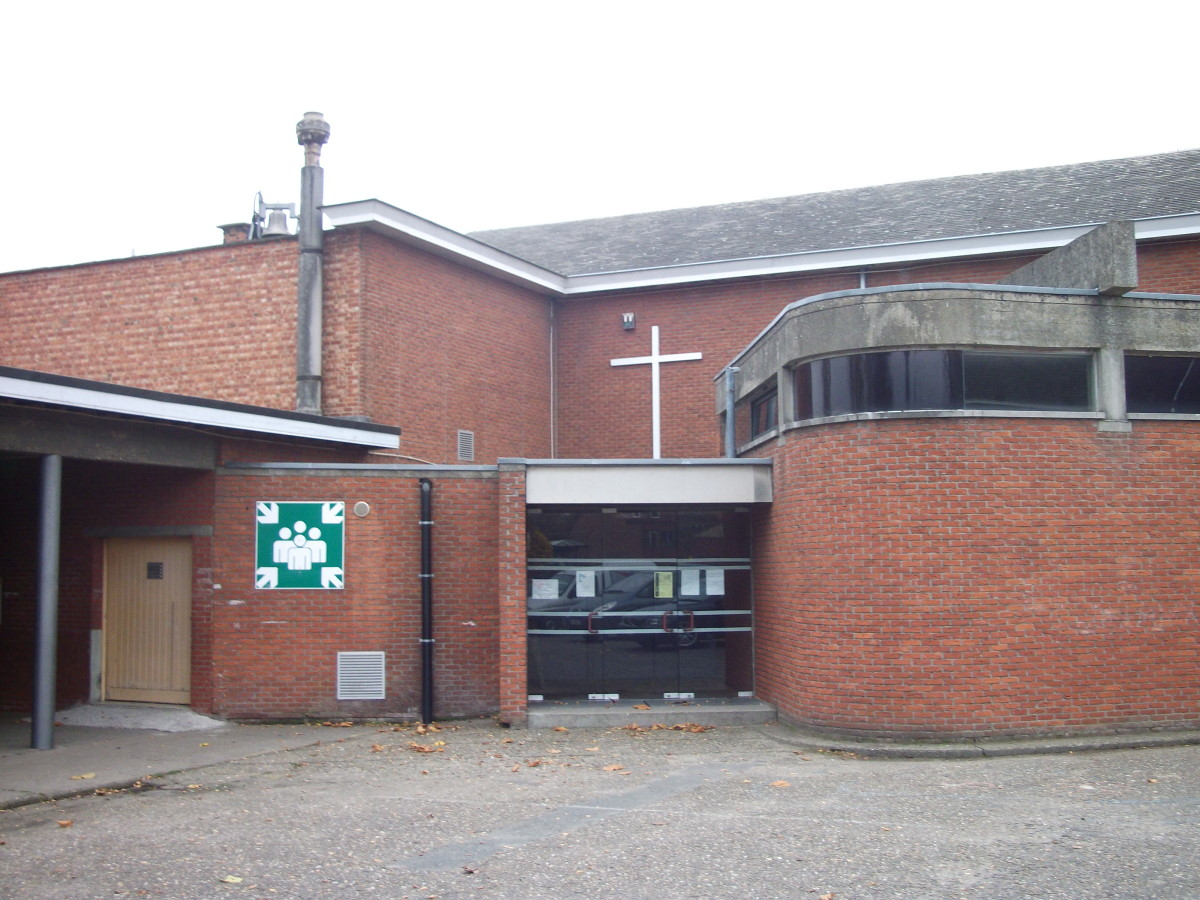
Sint-Jozefskerk

De Sint-Jozefskerk is een voormalig kerkgebouw in de Antwerpse plaats Schoten, gelegen aan de Paalstraat, nabij huisnummer 300.
De parochie werd opgericht in 1949 in de Schotense wijk Bloemendaal. De kerk werd gebouwd in 1974 naar ontwerp van Paul Meekels. Het betrof een uiterst sober bakstenen gebouw met plat dak.
De kerk werd in 2013 onttrokken aan de eredienst en in 2014 verkocht aan Colruyt. In 2015 werd de kerk gesloopt om plaats te maken voor een parkeerplaats en een speelplein voor de aanpalende basisschool.